# Ministère des Réfugiés, des Immigrants et de l'Intégration
Le ministère de l'Immigration et de l'Intégration est un ministère danois qui gère les flux migratoires, la politique d'asile et l'intégration des immigrés. Il existe depuis 2001.

## Historique
Créé en 2001 et renommé en 2011 « ministère de l'Intégration », il est recréé en 2015 et rattaché jusqu'en 2016 au ministère du Logement.

## Liste des ministres
| Nom | Nom                  | Gouvernement                         | Début du mandat  | Fin du mandat    |
| --- | -------------------- | ------------------------------------ | ---------------- | ---------------- |
|     | Bertel Haarder       | Fogh Rasmussen I                     | 27 novembre 2001 | 18 février 2005  |
|     | Rikke Hvilshøj       | Fogh Rasmussen II                    | 18 février 2005  | 23 novembre 2007 |
|     | Birthe Rønn Hornbech | Fogh Rasmussen III Løkke Rasmussen I | 23 novembre 2007 | 8 mars 2011      |
|     | Søren Pind           | Løkke Rasmussen I                    | 8 mars 2011      | 3 octobre 2011   |
|     | Karen Hækkerup       | Thorning-Schmidt I                   | 3 octobre 2011   | 9 août 2013      |
|     | Annette Vilhelmsen   | Thorning-Schmidt I                   | 9 août 2013      | 3 février 2014   |
|     | Manu Sareen          | Thorning-Schmidt II                  | 3 février 2014   | 28 juin 2015     |
|     | Inger Støjberg       | Løkke Rasmussen II et III            | 28 juin 2015     | 27 juin 2019     |
|     | Mattias Tesfaye      | Mette Frederiksen I                  | 27 juin 2019     | 2 mai 2022       |
|     | Kaare Dybvad         | Mette Frederiksen I et II            | 2 mai 2022       | en cours         |